# Murnau-werdenfels
La murnau-werdenfels est une race bovine allemande et autrichienne. Elle est classée en Allemagne dans la catégorie des races en danger extrême d'extinction. 

## Origine
C'est une race ancienne du Tyrol, née au XIXe siècle. Elle a par la suite gagné la Bavière. Elle provient initialement du rameau brun, auquel des croisements avec des individus blonds germaniques ou pie rouge ont donné une couleur mixte brun-froment. Elle a subi la concurrence des brunes et simmentals au début du XXe siècle, puis la guerre et enfin la tuberculose dans les années 50-60. Depuis les années 1970, le land de Bavière entretient un troupeau destiné au maintien de cette race. Il a financé la congélation de 7 200 paillettes de semences de 9 taureaux issus de 3 lignées.
On la trouve au Tyrol ou au sud de la Bavière. Elle fait partie des vaches qui entretiennent le domaine skiable de Garmisch-Partenkirchen. Elle n'est plus référencée en Autriche, mais le livre généalogique allemand ouvert en 1927 comportait 144 vaches et 4 taureaux en 2002. Afin d'augmenter le nombre de mères, l'association des éleveurs bavarois souhaite un abattage boucher sélectif tourné vers les mâles.
Elle fait partie des races que souhaite préserver la branche allemande de slow food.
En 1986 et en 2007, cette race est inscrite comme race de l'année de la Gesellschaft zur Erhaltung alter und gefährdeter Haustierrassen.

## Morphologie
Elle porte une robe froment sombre à brun-marron. Les muqueuses, le tour des yeux et le mufle sont noirs, comme le fouet de la queue et les onglons. 
C'est une vache de taille moyenne, mesurant 128 à 130 cm au garrot pour un poids de 500 à 600 kg. Le taureau mesure 138 à 140 cm pour 850 à 950 kg.

## Aptitudes
La race est classée mixte, avec une production de lait honorable : 4 700 kg par lactation, avec un taux de matière sèche bon pour la fabrication de fromages. Sa production de viande concerne les veaux, les taurillons et vaches de réforme. La carcasse est bien conformée, et la viande bénéficie de l'élevage au foin d'alpage qui contribue à sa saveur. Elle a une bonne longévité, (régulièrement plus de 10 vêlages par vache) précocité et un vêlage aisé. 
C'est une race de montagne, et elle est élevée en étable l'hiver et en alpage l'été. Elle est également bien adaptée aux zones humides.

## Notes et références

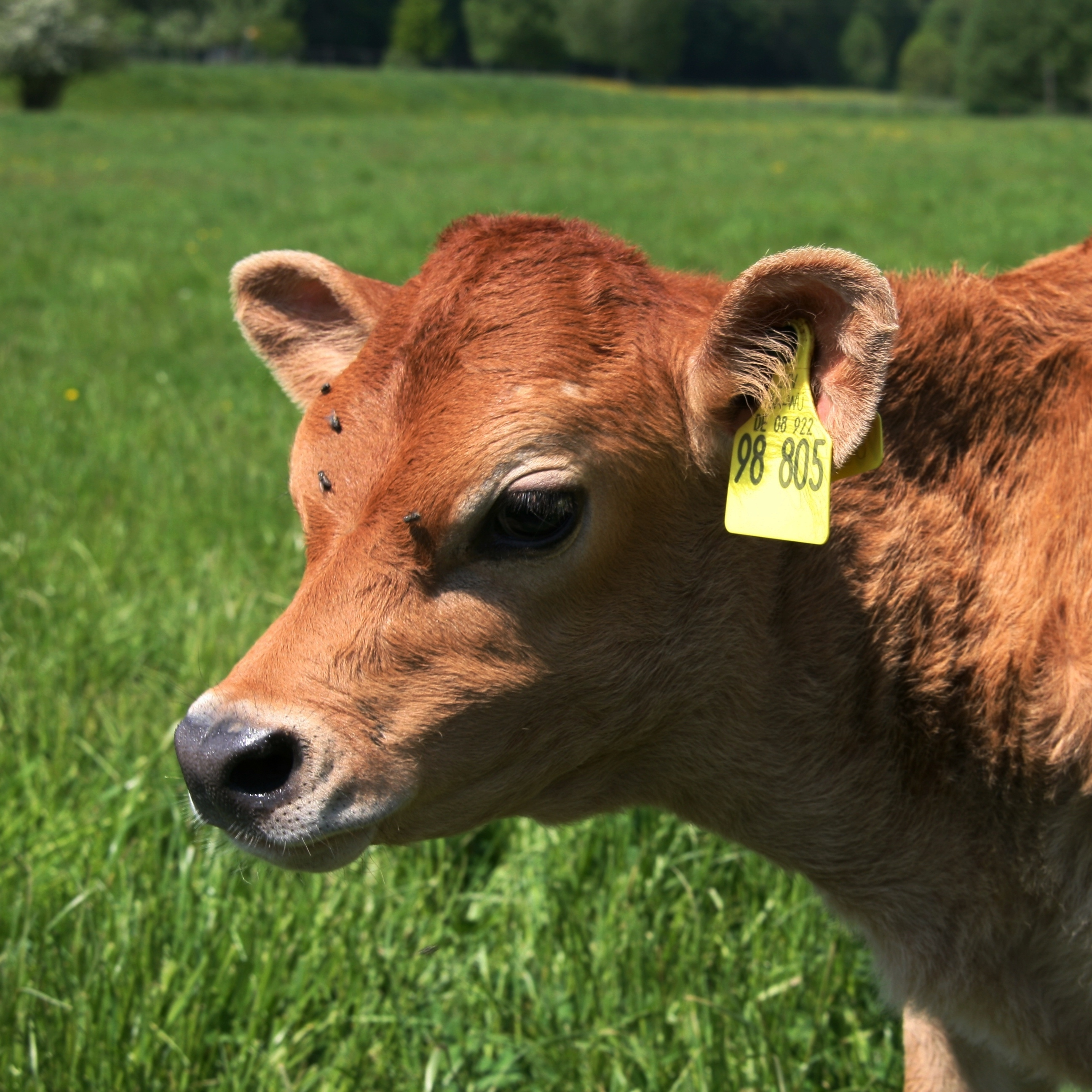